# Lliga senegalesa de futbol
La lliga senegalesa de futbol és la màxima competició futbolística del Senegal organitzada per la Senegal Football Association.

## Equips participants 2016–17
- AS Douanes (Dakar)
- Casa-Sports FC (Ziguinchor)
- ASC Diaraf (Dakar)
- Guédiawaye FC (Dakar)
- US Gorée (Dakar)
- US Ouakam (Dakar)
- Stade de Mbour (M'Bour)
- ASC Linguère (Saint-Louis)
- ASEC Ndiambour (Louga)
- Diambars FC (Saly Portudal)
- Génération Foot (Rufisque)
- Mbour Petite Côte
- ASC Niarry Tally (Dakar)
- Teungueth FC

## Historial
Font:
Abans de la independència
- 1956: Réveil de Saint-Louis
- 1957: AAS Saint-Louisienne
- 1958: Foyer France

Després de la independència
- 1960:  ASC Jeanne d'Arc (1)
- 1961-63: no es disputà [a]
- 1964:  Olympique Thiès (1)
- 1965: no atorgat
- 1966:  Olympique Thiès (2)[b]
- 1967:  Espoir Saint-Louis (1)
- 1968:  Foyer France (1)
- 1969:  ASC Jeanne d'Arc (2)
- 1970:  ASC Diaraf (2)
- 1971:  ASFA Dakar (1)
- 1972:  ASFA Dakar (2)
- 1973:  ASC Jeanne d'Arc (3)
- 1974:  ASFA Dakar (3)
- 1975:  ASC Diaraf (3)
- 1976:  ASC Diaraf (4)
- 1977:  ASC Diaraf (5)
- 1978:  US Gorée (1)
- 1979:  ASF Police (1)
- 1980:  SEIB Diourbel (1)
- 1981:  US Gorée (2)
- 1982:  ASC Diaraf (6)
- 1983:  SEIB Diourbel (2)
- 1984:  US Gorée (3)
- 1985:  ASC Jeanne d'Arc (4)
- 1986:  ASC Jeanne d'Arc (5)
- 1987:  SEIB Diourbel (3)
- 1988:  ASC Jeanne d'Arc (6)
- 1989:  ASC Diaraf (7)
- 1990:  UCST Port Autonome (1)
- 1991:  UCST Port Autonome (2)
- 1992:  ASEC Ndiambour (1)
- 1993:  AS Douanes (1)
- 1994:  ASEC Ndiambour (2)
- 1995:  ASC Diaraf (8)
- 1996:  SONACOS Diourbel (4)
- 1997:  AS Douanes (2)
- 1998:  ASEC Ndiambour (3)
- 1999:  ASC Jeanne d'Arc (7)
- 2000:  ASC Diaraf (9)
- 2001:  ASC Jeanne d'Arc (8)
- 2002:  ASC Jeanne d'Arc (9)
- 2003:  ASC Jeanne d'Arc (10)
- 2004:  ASC Diaraf (10)
- 2005:  UCST Port Autonome (3)
- 2006:  AS Douanes (3)
- 2007:  AS Douanes (4)
- 2008:  AS Douanes (5)
- 2009:  ASC La Linguère (2)
- 2010:  ASC Diaraf (11)
- 2011:  US Ouakam (1)
- 2012:  Casa Sports FC (1)
- 2013:  Diambars de Saly (1)
- 2014:  AS Pikine (1)
- 2015:  AS Douanes (6)
- 2016:  US Gorée (4)
- 2017:  Génération Foot (1)
- 2018:  ASC Diaraf (12)
- 2019:  Génération Foot (2)
- 2020: Abandonat[2]
- 2021:  Teungueth FC (1)
- 2022:  Casa Sports FC (2)[3]
- 2023:  Génération Foot (3)